# Camí de la Bassa Nova
El Camí de la Bassa Nova és un camí del terme de Reus al Baix Camp.

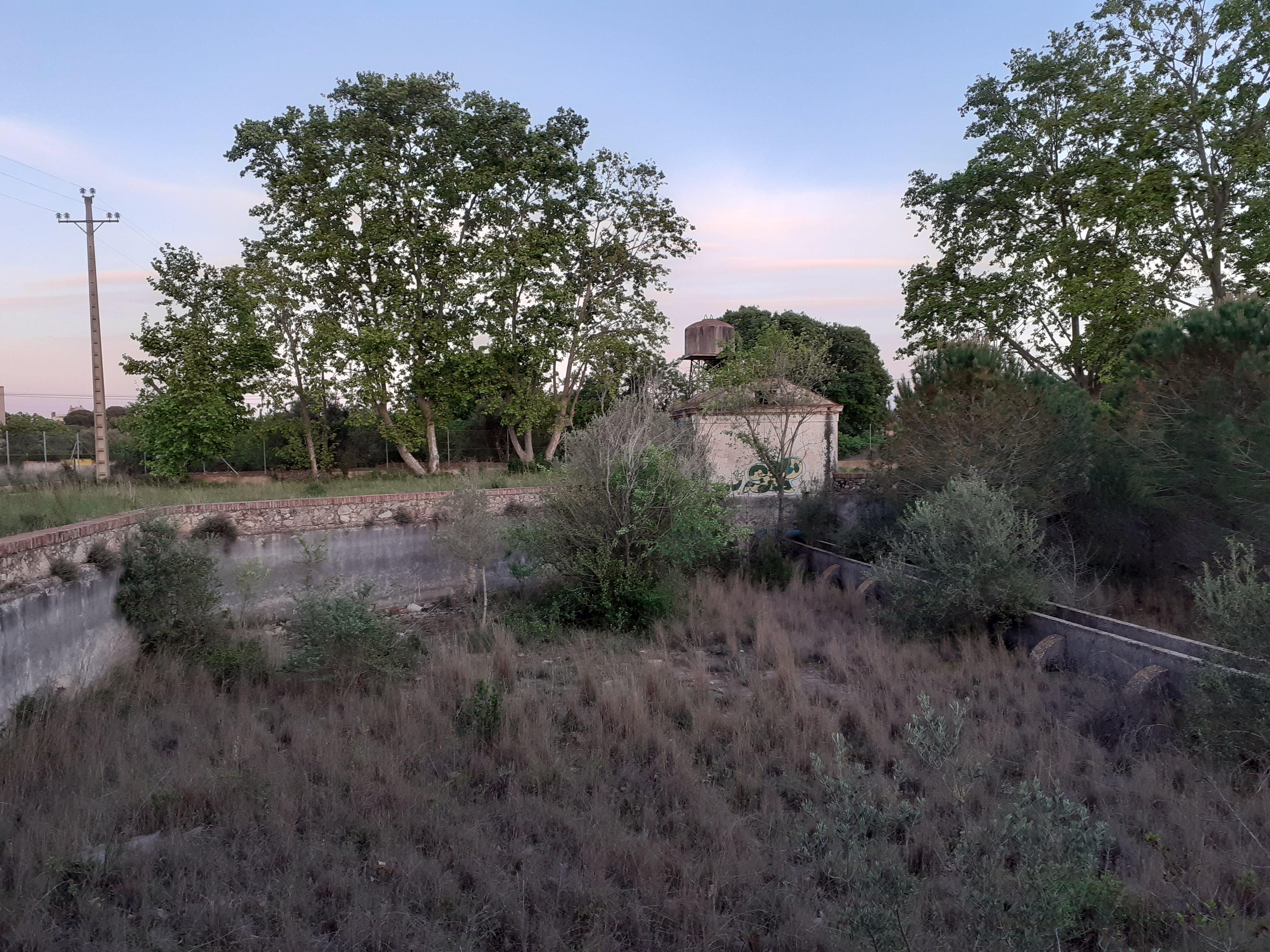
La Bassa Nova a l'actualitat (2021)

Uneix el passeig de la Boca de la Mina amb el camí de la Pedrera del Coubi que fins aquell punt se'n diu també camí Fondo de la Bassa Nova. Dona accés a la Bassa Nova. Se'l va obrir per iniciativa de la junta de la companyia d'aigües "La Hidrofórica", propietària de la bassa, donada la gran afluència de persones que anaven a aquell indret, a l'estiu, abans ombrejat per uns grans plàtans. Era un lloc habitual d'anar-hi a berenar, per part dels reusencs.
La Bassa Nova era una bassa gran de forma hexagonal, a uns deu minuts a peu pel camí de la Pedrera del Coubi i a ponent seu. Ja existia el 1862. S'omplia a través de la Mina de la Bassa Nova, de nom oficial Mina de la Hidrofórica. Té dos braços principals que se subdivideixen en tres més. Té un recorregut de 20 kilòmetres de minat i uns 850 pous que eren per fer la mina i extreure la terra. L'aigua se centralitzava a la Bassa Nova. Actualment la bassa està abandonada.
L'empresa "La Hidrofórica" va ser creada l'any 1842 amb la missió de construir una mina per a usos agrícoles, que després acabaria també sent utilitzada per a usos domèstics i industrials. Amb el temps, l'empresa va ser absorbida per l'Ajuntament de Reus, que va adquirir un dels braços principals de la mina. La resta va ser adquirida per alguns pobles veïns.